# Constantim e Vale de Nogueiras
Constantim e Vale de Nogueiras (oficialmente: União das Freguesias de Constantim e Vale de Nogueiras) é uma freguesia portuguesa do município de Vila Real, com 26,01 km² de área e 1730 habitantes (censo de 2021). A sua densidade populacional é 66,5 hab./km².

Antigas freguesias que deram origem à União das Freguesias de Constantim e Vale de Nogueiras (Vila Real).

Inclui no seu território os seguintes lugares: Assento, Carro Queimado, Carvas, Constantim, Galegos, Ludares, Ranginha, Santa Marta e Vale de Nogueiras.
Nela fica ainda situada a Zona Industrial de Constantim e o Santuário de Panóias, outrora centro administrativo das Terras de Panóias.

## História
Foi criada aquando da reorganização administrativa de 2012/2013, resultando da agregação das antigas freguesias de Constantim e Vale de Nogueiras.

## Demografia
A população registada nos censos foi:
| Distribuição da População por Grupos Etários | Distribuição da População por Grupos Etários | Distribuição da População por Grupos Etários | Distribuição da População por Grupos Etários | Distribuição da População por Grupos Etários | Distribuição da População por Grupos Etários |
| -------------------------------------------- | -------------------------------------------- | -------------------------------------------- | -------------------------------------------- | -------------------------------------------- | -------------------------------------------- |
| Antes da agregação                           |                                              |                                              |                                              |                                              |                                              |
| Ano                                          | 0-14 anos                                    | 15-24 anos                                   | 25-64 anos                                   | >= 65 anos                                   | Total                                        |
| 2001                                         | 342                                          | 306                                          | 1000                                         | 334                                          | 1982                                         |
| 2011                                         | 262                                          | 244                                          | 1004                                         | 346                                          | 1856                                         |
| Após a agregação                             |                                              |                                              |                                              |                                              |                                              |
| Ano                                          | 0-14 anos                                    | 15-24 anos                                   | 25-64 anos                                   | >= 65 anos                                   | Total                                        |
| 2021                                         | 210                                          | 168                                          | 896                                          | 456                                          | 1730                                         |